# Cipriano Muñoz y Manzano
Cipriano Muñoz y Manzano II hrabia de la Viñaza, Grand Hiszpanii (ur. 3 października 1862 w Hawanie, zm. 24 listopada 1933 w Biarritz) – hiszpański historyk, polityk, dyplomata i filolog. Był ambasadorem Hiszpanii w Rosji, Włoszech i Stolicy Apostolskiej, a także deputowanym i senatorem.
Jego rodzicami byli Cipriano Muñoz y Ostaled, I hrabia de la Viñaza i Josefa Ana del Carmen Manzano y Colás. W 1870 jego rodzina mieszkała w Saragossie, mieście, w którym zdał maturę i studiował na kierunku nauk humanistycznych (filologię i filozofię), uzyskując tytułu doktora w 1884 w Madrycie. Znał języki: grecki, łaciński, arabski, hebrajski i sanskryt oraz kilka współczesnych.
19 marca 1882 odziedziczył tytuł II hrabi de la Viñaza, którym podpisywał swoje publikacje. Ożenił się 10 września 1886 w Panticosa z Marią Concepción Roca-Tallada i Castellano, z którą miał pięcioro dzieci. 15 listopada 1910 otrzymał tytuł granda Hiszpanii.

## Publikacje
- Goya, su tiempo, su vida, sus obras (1887);
- Bibliografía española de lenguas indígenas de América (1892),
- Biblioteca histórica de la filología castellana (1893),
- Adiciones al Diccionario histórico de los más ilustres profesores de las Bellas Artes en España de Don Agustín Ceán Bermúdez (1889–1894).